# Камерный оркестр Цюриха
Камерный оркестр Цюриха (нем. Kammerorchester Zürich) — швейцарский камерный оркестр, действовавший в Цюрихе в 1920—1943 гг. Его основателем и бессменным руководителем был Александр Шайхет. Мемориальный сайт Шайхета утверждает, что созданный им коллектив стал вторым в мире самостоятельным камерным оркестром после основанного годом ранее в Париже оркестра Владимира Гольшмана.
Оркестр Шайхета был ориентирован на репертуар, с которым не работал основной цюрихский оркестр — Оркестр Тонхалле. С одной стороны, исполнялись многие произведения эпохи барокко и раннего классического периода, от Клаудио Монтеверди до Карла Стамица. С другой стороны, оркестр много исполнял современную музыку — в частности, таких композиторов, как Бела Барток, Лео Вайнер, Антал Мольнар, Пауль Юон, Эрнст Тох, Эрнст Кшенек, Дариус Мийо, Пауль Хиндемит. С оркестром охотно сотрудничали швейцарские композиторы младшего поколения — Вилли Буркхард, Майнрад Шюттер, Теодор Динер. В общей сложности за годы работы оркестр исполнил не менее 51 мировой премьеры, 215 произведений прозвучали впервые в Цюрихе.
К работе оркестра Шайхет привлекал молодых способных музыкантов. Некоторые из них сделали впоследствии заметную карьеру — в том числе Георг Шолти, Рудольф Ам Бах, Лора Шпёрри.
Камерный оркестр Цюриха не получал бюджетного финансирования и зависел от меценатской поддержки — в частности, со стороны известного регионального благотворителя Вернера Райнхарта. Начало Второй мировой войны усугубило экономические проблемы оркестра, кроме того, в 1941 году Пауль Захер, не нуждавшийся в деньгах, основал конкурирующий камерный коллектив Collegium Musicum Zürich, и это также подорвало финансовые основания работы оркестра. 18 апреля 1943 г. Шайхет провёл последний концерт оркестра, исполнив премьеру Страстно́го концерта для струнного оркестра и органа Роберта Блюма; как написал в связи с этим обозреватель городской газеты, «таким образом подошла к концу работа, которой будущий летописец цюрихской музыкальной жизни посвятит большую главу».
Цюрихский камерный оркестр, основанный в 1945 г., не был преемником оркестра Шайхета. Тем не менее, к столетию Камерного оркестра Цюриха Цюрихский камерный оркестр запланировал в марте 2020 года юбилейный концерт, отменённый из-за пандемии COVID-19. Также к столетию оркестра была издана книга, посвящённая ему и её руководителю: «Семейное положение: музыкант. Александр Шайхет и первый камерный оркестр Швейцарии» (нем. Zivilstand Musiker: Alexander Schaichet und das erste Kammerorchester der Schweiz).